# St. Marien (Essen-Karnap)

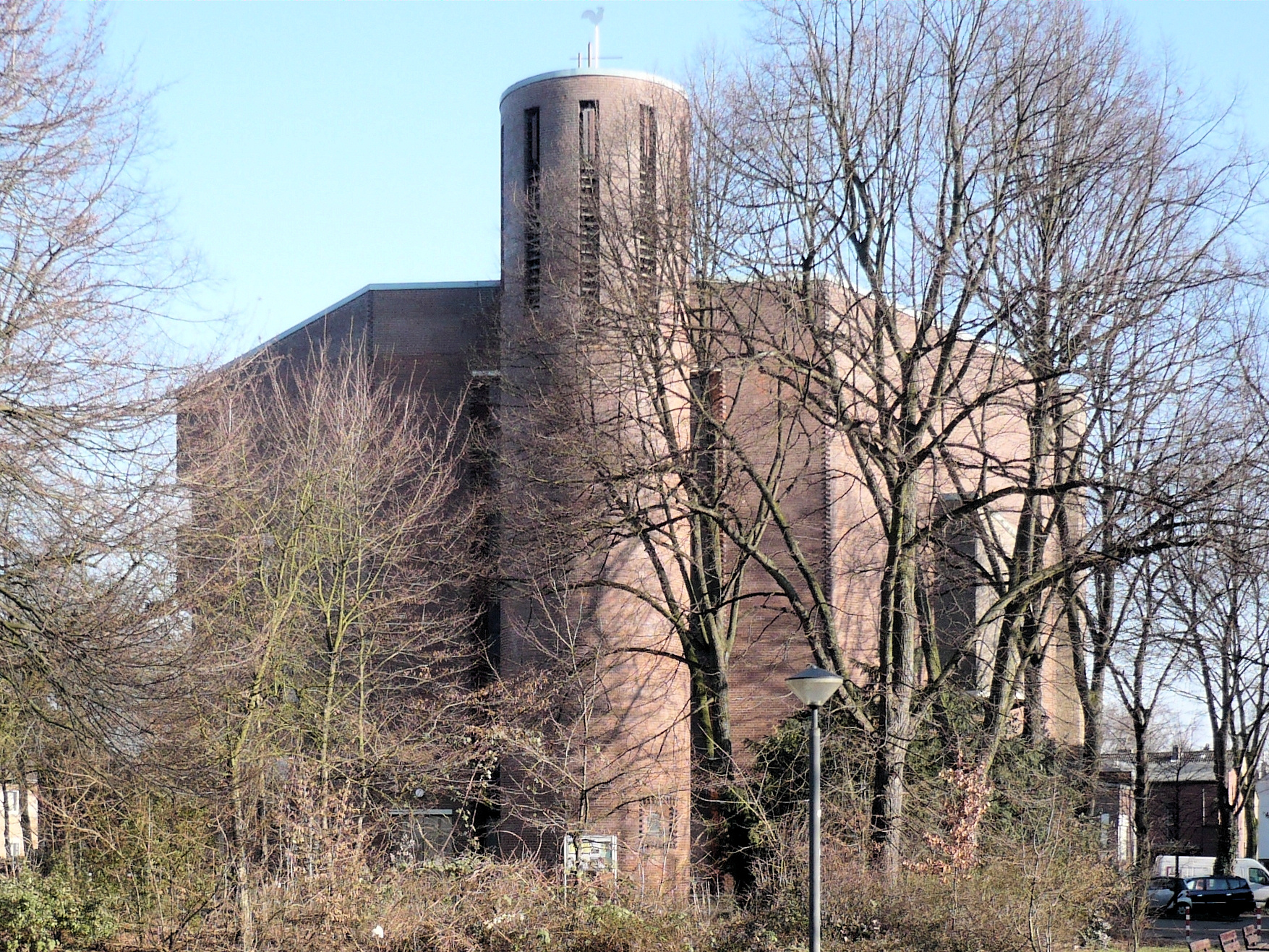
St. Marien in Karnap (2009)

St. Marien ist ein römisch-katholisches Kirchengebäude im Essener Stadtteil Karnap. Es wurde 1963 an der Stelle einer Vorgängerkirche errichtet und 2019 profaniert.

## Geschichte und Architektur
Die 1895/96 im neugotischen Stil erbaute Karnaper Pfarrkirche St. Marien wurde 1944, im Zweiten Weltkrieg, zerstört. Die Gemeinde nutzte zunächst das jetzige Pfarrheim des Architekten Steinrötter als Notkirche. 1959 wurde ein Architekten-Wettbewerb ausgeschrieben. Die neue Kirche wurde daraufhin vom Architekten Hans Schilling an gleicher Stelle gebaut und am 8. September 1963, dem Fest Mariä Geburt, geweiht. Die Gestaltung des Baus lehnt sich an das Gotteshaus Neu St. Alban in Köln an, eins der bekanntesten Werke von Hans Schilling. Der fünfeckige Grundriss schließt sich an den halbrunden Altarraum an.
Die Kirche war seit September 2007 Filialkirche der Gemeinde St. Hippolytus in Gelsenkirchen-Horst.
Die Profanierung wurde am 10. Februar 2019 in einer Eucharistiefeier mit Bischof Franz-Josef Overbeck vollzogen. Das Gemeindehaus besteht weiter und ist künftig auch Raum für Gottesdienste und Gemeindeleben.

## Glocken
| Nr. | Schlagton (HT-1/16) | Gießer                                  | Gussjahr |
| 1   | gis'                | Bochumer Verein für Gußstahlfabrikation | 1922     |
| 2   | h'                  | Bochumer Verein für Gußstahlfabrikation | 1922     |